# Młodzieniaszek
Młodzieniaszek – część miasta Pabianice w województwie łódzkim, w powiecie pabianickim, do końca 1921 samodzielna miejscowość. Leży na wschodzie miasta, wzdłuż ulicy Skargi.

## Historia
Dawniej samodzielna miejscowość (folwark). Od 1867 w gminie Widzew w powiecie łaskim. Pod koniec XIX wieku liczył 35 mieszkańców. W okresie międzywojennym należał do woj. łódzkiego. 1 października 1921 Młodzieniaszek włączono do Pabianic.